# ウルジャ河の戦い
ウルジャ河の戦い（ウルジャがわのたたかい）は、1196年に金朝・モンゴル（キヤト氏）・ケレイト連合軍と、タタル部軍の間で行われた戦闘で、連合軍の勝利に終わった。ウルジャ河は現代モンゴル語で「Улз гол（オルズ河）」と発音されるため、オルズ河の戦いとも表記される。
この戦いでモンゴル軍を率いていたチンギス・カンは金朝との同盟と仇敵タタル部の弱体化に成功し、これ以後モンゴル部の勢力を飛躍的に拡大させることとなった。また、この戦いに関する外部の記録史料（『金史』）によって、史実として疑わしい逸話の多いチンギス・カンの歴史的実在が初めて確認された。その意味で、この戦いはチンギス・カンが歴史の表舞台に登場する端緒となった、モンゴルの歴史上大きな転換点となる事件であったといえる。

## 背景
12世紀前半、モンゴル高原を間接的な支配下においていたキタイ帝国（遼朝）が崩壊すると、モンゴル高原は諸部族が群雄割拠する時代となった。しかし、キタイ帝国の領土を乗っ取った東の金朝と、キタイ帝国の残党が中央アジアで建国した西遼はモンゴル高原にそれぞれ影響を及ぼしており、この時代の有力部族間の抗争は金と西遼という二大大国の代理戦争という側面を有していた。
明昌6年（1195年）、金朝は「金朝派」のタタル部族とともにフルン湖一帯で「西遼派」諸部族を撃破したが、この時金軍を率いていた夾谷清臣は勝手に戦利品分配を行ったタタル部族長のセチュ（斜出）を厳しく叱責し、これに不満を抱いたタタル部は金朝との友好関係を断ち、金朝への侵掠を始めた。そのため、金朝はこの叛乱への対処と新たな協力者の確保を行わなければならなくなった。
このような状況に目をつけたのがモンゴル部キヤト氏の長のテムジン（チンギス・カン）であり、チンギス・カンはこの時点ではモンゴル部全体の統一さえ果たせない弱小勢力ではあったが、窮地にある金朝派につくことで自らの地位を高く売りつけ、金朝との協力関係の構築に成功した。また、モンゴル部の西方のケレイト部君主トオリルは内乱によって一時国を追われた際、西遼を頼ったが助けを得られず、最終的にチンギス・カンの助けを得てケレイト部君主に返り咲くことができていた。このような経緯から西遼に反感を抱いていたトオリルもまたチンギス・カンとともに金朝派に乗り換えることを決意した。
このように、西遼派から新たに金朝派に乗り換えたばかりのモンゴル-ケレイト同盟が金朝への忠勤をアピールする絶好の機会こそがウルジャ河の戦いであったと言える。

## 戦闘の経過
明昌6年（1195年）11月、金の皇帝章宗はタタル部の叛乱を招いた夾谷清臣を更迭して皇族の完顔襄を起用し、北方のモンゴル高原方面に派遣した。明昌7年（1196年）、完顔襄は皇帝より「密詔」を受けて臨潢府を出発し、まずアラフマ（現在の西ウジュムチン旗南西一帯）で完顔安国率いる別働隊を東北方面の多泉子（タムサグ・ボラグ）に派遣した。その後、金朝の勢力圏を出た完顔襄は全軍を東軍と西軍にわけ、東軍は瑤里孛迭に率いさせ、自らは西軍を率いてそれぞれ北上した。
東軍・西軍はそれぞれ北上してケルレン河方面を目指したが、東軍はケルレン河畔のバルスに至ったところでタタル部の奇襲を受けて何重にも包囲されてしまい、これを知った完顔襄は東軍の下に急行した。戦場に近づいた西軍は疲労しきっており、諸将の中には援軍（完顔安国の部隊）を待つべきではないかと進言する者もいたが、完顔襄はタタル軍が外からの攻撃に警戒していない今こそ攻撃を行うべきであると主張し、間を置かずタタル部への攻撃を始めた。完顔襄の言葉通り、油断をつかれたタタル軍は混乱し、また包囲を受けていた東軍も呼応して攻撃を始めたため、挟み撃ちにあったタタル軍は遂に敗走を始めた。
完顔襄は遅れて合流してきた完顔安国率いる別働隊をタタル部の追撃に派遣し、敗走するタタル部はウルジャ河まで逃れたが、そこで金朝の援軍要請を受けていたモンゴル・ケレイト連合軍がタタル軍を迎え撃った。『モンゴル秘史』の記述によると、金朝のオンギン・チンサン（「完顔丞相」がモンゴル語化したもので、完顔襄を指す）がタタル軍を追撃してウルジャ河方面に来たことを知ったチンギス・カンはトオリルに共に出兵するよう誘い、これに応えたトオリルは3日で軍勢を整えてチンギス・カンとともに出発した。メグジン・セウルトゥ率いるタタル軍はウルジャ河の畔のクストゥ・シトエンとナラトウ・シトエンという砦に立て籠もっていたが、モンゴル・ケレイト連合軍はこれを攻撃してメグジン・セウルトゥを殺し、銀製の乳母車や真珠や金糸で刺繡した衾などの宝物を手に入れた。
戦後、完顔襄はウルジャ河の戦いにおけるチンギス・カンとトオリルの功績を高く評価し、前者にはジャウト・クリという称号を、後者には「王（ong）」の称号を与え、これ以後トオリルは「王」に由来するオン・カンという称号を名のるようになる。元々、西遼派であったケレイト部君主は西遼に由来する「グル・カン」という称号を有していたが、この時漢語に由来する「オン・カン」を称したというのはケレイト部が西遼派から金朝派に転向したことを表す象徴的な出来事であったと言える。

## その後の影響
この戦いを通じてチンギス・カンは①タタル部の弱体化、②金朝との同盟関係構築、③非協力的な配下の粛正を実行し、これ以後の勢力拡大の基盤を作り上げることになった。金朝の援助を受けたモンゴル-ケレイト同盟はタタル部、メルキト部といった周辺の有力部族を征服し、モンゴル高原大半を制圧していく。
一方、「西遼派」もこの事態を黙って見ていたわけではなく、モンゴル部ジャダラン氏のジャムカ（障葛）はウルジャ河の戦いによる「金朝派」の勢力拡大に対する報復行動として、明昌7年（1196年）から承安4年（1199年）頃に金朝の辺境へ侵攻している。この行動が評価されたためか、泰和元年（1201年）にモンゴル高原東方の「西遼派」諸部族は結集してジャムカを「グル・カン」に推戴した。しかし、ジャムカ率いる「西遼派」連合軍は最終的にチンギス・カン率いる軍勢に敗れ、モンゴル高原東方はモンゴル-ケレイト同盟に平定されていった。
総じて、この戦いは弱小勢力であったモンゴル部が東方の大国金朝とのコネクションを確立し、モンゴル高原の覇者として飛躍する大きな転換点となった事件であると言える。

## セルベン・ハールガ碑文

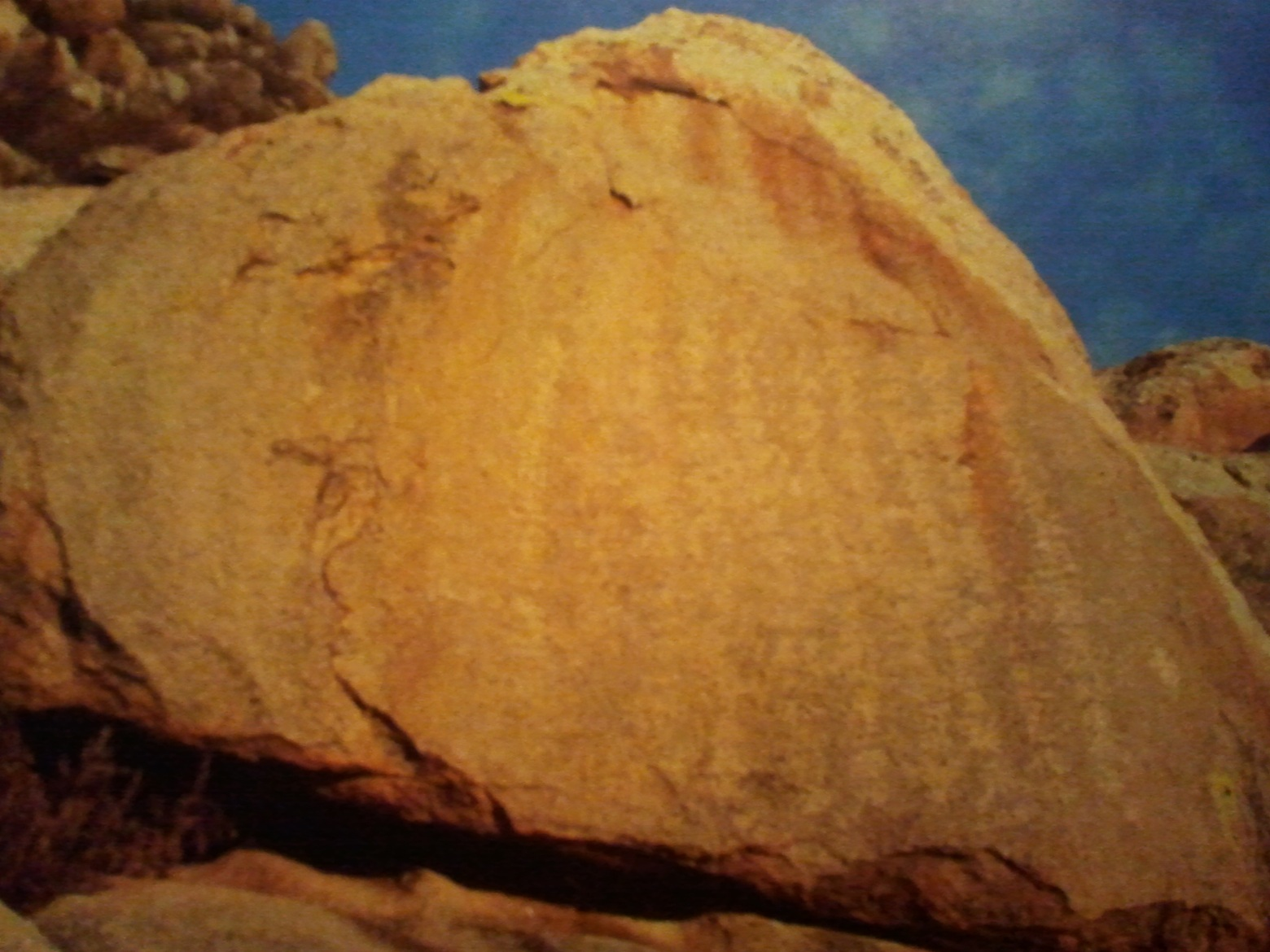
セルベン・ハールガ碑（女真文字）

近年、モンゴル国ヘンティー県バヤンホタグ郡のケルレン河南岸で発見・調査されたセルベン・ハールガ（Serven khaalga）碑文はその内容から『金史』に「[完顔襄はウルジャ河の戦い後に]遂に九峰の石壁に勲功を刻んだ（遂勒勲九峰石壁）」と記される碑文そのものであると明らかにされている。碑文は同じ内容を伝える漢文面と女真文字面の2碑からなる。
碑文の存在自体は1980年代から学会で知られていたが、本格的な研究が始まったのは1991年の加藤晋平・白石典之らの現地調査以後のことであった。これ以後、日本人研究者による碑文研究が行われ、一部判読不能な箇所を除いて大部分の文章が解読された。碑文には以下のような文章が刻まれている。
日本人研究者の白石典之はこの文章に見られる地名の所在地の大部分を明らかにし、そこから想定される金軍の進軍ルートを考察している。